# 572년

## 연호
- 남진(南陳) 태건(太建) 4년
- 후량(後梁) 천보(天保) 11년
- 북제(北齊) 무평(武平) 3년
- 북주(北周) 천화(天和) 7년 / 건덕(建德) 원년
- 신라(新羅) 홍제(鴻濟) 원년

## 기년
- 남진(南陳) 선제(宣帝) 4년
- 북제(北齊) 후주(後主) 8년
- 북주(北周) 무제(武帝) 12년
- 신라(新羅) 진흥왕(眞興王) 33년
- 고구려(高句麗) 평원왕(平原王) 14년
- 백제(百濟) 위덕왕(威德王) 19년

## 사건
- 신라 진흥왕이 홍제(鴻濟)로의 개원을 실시하다.
- 돌궐의 타발 카간 즉위

## 사망
- 신라(新羅)의 태자(太子) 동륜태자(銅輪太子)